# Wegedoornfamilie
De wegedoornfamilie (Rhamnaceae) is een familie van tweezaadlobbige planten. De familie komt wereldwijd voor, speciaal in de tropen en warmere gematigde gebieden.
Bij een aantal soorten zijn de bladeren omgevormd tot stekels. De bloemen zijn vaak klein en onopvallend.
Sommige soorten leveren medicamenten, zoals wegedoorn (Rhamnus cathartica) en sporkehout (Rhamnus frangula) met laxerende werking. Het hout van het geslacht vuilboom (Rhamnus) was favoriet in de productie van houtskool voor buskruit. Een aantal soorten levert groene en gele kleurstoffen. De Chinese jujube (Zyzyphus jujuba) is een geliefde vrucht in China. De Indiase jujube (Zyzyphus mauritiana) is een geliefde vrucht in India. Nesiota elliptica is een soort die endemisch was op Sint-Helena en is in 2003 uitgestorven.
In Nederland komt alleen het geslacht vuilboom voor. Wereldwijd telt de familie meer dan 900 soorten in ruim 50 geslachten, waarvan de voornaamste zijn:
- Ceanothus
- Gouania
- Phylica
- Rhamnus
- Ziziphus

In het Cronquist-systeem (1981) werd de wegedoornfamilie ondergebracht in de orde Rhamnales, maar in het APG II-systeem is de familie geplaatst in de Rosales.